# دوري جزر كايمان الممتاز
دوري جزر كايمان لكرة القدم : هو الدوري الوطني لكرة القدم في جزر كايمان ، البطل الحالي هو نادي إليت.